# Marie de Brabant (1226-1256)
Pour les articles homonymes, voir Marie de Brabant.
Marie de Brabant (1226-1256), duchesse de Bavière, est la fille d'Henri II de Brabant et de Marie de Souabe. Elle est la première des trois épouses du duc Louis II de Bavière.

## Biographie

### Famille
Marie est la fille du duc Henri II de Brabant et de sa première épouse Marie de Souabe, fille du Philippe de Souabe, roi de Germanie. Elle est la sœur du duc Henri III de Brabant, de Mathilde de Brabant, comtesse d'Artois et de Saint-Pol et de Béatrice de Brabant, landgravine de Thuringe. Après la mort de sa mère, son père épouse Sophie de Thuringe ; de ce mariage naît Henri Ier de Hesse.

### Mariage
Le 2 août 1254, Marie épouse Louis II, duc de Bavière. Le couple n’est marié que deux ans, et n'a pas d’enfants.

### Exécution

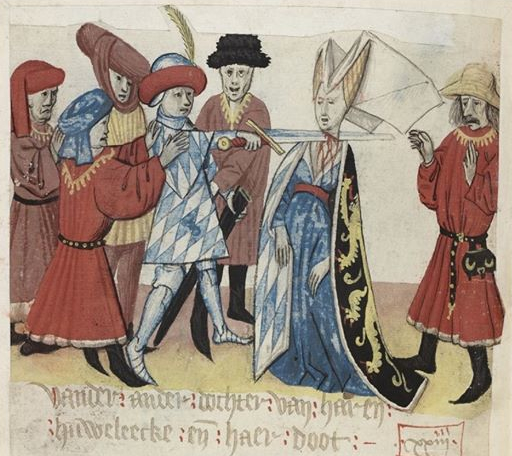
Exécution de Marie représentée par Jan van Boendale.

Maria est exécutée par décapitation au château de Mangoldstein à Donauwörth le 18 janvier 1256 après avoir été accusée d'adultère par son mari. Louis n'a présenté aucune preuve valable d'adultère ; en guise de pénitence, il fonde l'abbaye de Fürstenfeld près de Munich.
Selon la chronique d'Esiah Wilpacher, Louis est alors en guerre contre la principauté épiscopale d'Augsbourg. Le confesseur de Marie, prétendument de mèche avec l'évêque, la persuade d'écrire à son mari pour lui demander de mettre fin au siège et de rentrer chez lui. Lorsque cela échoue, elle écrit alors à l'un de ses vassaux, étant absent du camp, et Louis reçoit donc la lettre. Reconnaissant l'écriture de son épouse, il la lit et l'interprète comme indiquant qu'elle a une liaison.
Au fil du temps, de nombreux récits folkloriques s'inspirent de l'acte de Louis. Les troubadours prêtent à Louis une frénésie meurtrière au cours de laquelle, après avoir chevauché pendant cinq jours et cinq nuits, il aurait poignardé le messager qui lui a apporté la lettre, puis, son propre chambellan et une dame de la cour. Il aurait aussi jeté la servante de sa femme des remparts, avant de massacrer sa femme soit en la poignardant, soit en lui coupant la tête.
On dit que Marie est à l'origine de la légendaire Geneviève du Brabant dans le folklore néerlandais.

## Sources
- Joachim Bumke, Courtly Culture: Literature and Society in the High Middle Ages, University of California Press, 1991.